# Rycerze z Szanghaju
Rycerze z Szanghaju (ang. Shanghai Knights) – amerykańsko-hongkońska komedia sensacyjna z 2003 roku, kontynuacja filmu Kowboj z Szanghaju.
Film zarobił 60 47 220 dolarów amerykańskich w Stanach Zjednoczonych, 8 035 000 rupii indyjskich w Indiach, 3 100 000 dolarów singapurskich w Singapurze, 2 238 507 funtów szterlingów w Wielkiej Brytanii, 823 590 euro w Hiszpanii. Łącznie na świecie film zarobił 88 323 487 dolarów amerykańskich.

## Fabuła
Chon Wang (Jackie Chan) i Roy O’Bannon (Owen Wilson) chcą zemścić się na zabójcy ojca Chona. Idąc jego śladami, trafiają do wiktoriańskiej Anglii, gdzie odkrywają spisek mający na celu wymordowanie całej rodziny królewskiej. Próbują zapobiec zamachom, a przy okazji zemścić się na mordercy. W poszukiwaniach pomaga im siostra Chona, Lin.
Akcja filmu toczy się w 1887 roku. Przypada wtedy 50 rocznica rządów królowej Wiktorii (według filmu miała zostać zabita w czasie uroczystości, co główni bohaterowie udaremnili).
Chon i Roy poznali w Londynie około dziesięcioletniego chłopca, który przedstawił się jako Charlie Chaplin i wyjechał pod koniec filmu do USA, aby robić karierę w nowo powstającym przemyśle filmowym. Jakkolwiek to imię, nazwisko i melonik mogą być tylko zbiegiem okoliczności, ale dla współczesnego widza stanowią wyraźną aluzję (jest ich w filmie więcej). W rzeczywistości sławny aktor Charlie Chaplin urodził się w 1889, czyli 2 lata po wydarzeniach przedstawionych w filmie.

## Obsada
- Jackie Chan – Chon Wang
- Owen Wilson – Roy O’Bannon
- Fann Wong – Chon Lin/Looney Lin
- Aidan Gillen – Lord Nelson Rathbone
- Donnie Yen – Wu Chow
- Aaron Johnson – Charlie Chaplin
- Thomas Fisher – Inspektor Artie Doyle/Sir Arthur Conan Doyle
- Oliver Cotton – Jack the Ripper
- Kim Chan – ojciec Chon Wanga
- Gemma Jones – Królowa Wiktoria
- Tom Wu – Liu
- Brad Allan – Thug

## Nagrody i nominacje
W 2003 roku podczas 12. edycji MTV Movie Awards Fann Wong była nominowana do nagrody MTV Movie Award w kategorii Best Fight. Jackie Chan i Owen Wilson byli nominowani w kategorii Best On-Screen Team. Podczas 5. edycji Teen Choice Awards film był nominowany do nagrody Teen Choice Award w kategorii Choice Movie Fight/Action Sequence. W 2004 roku World Stunt Awards Brad Allan, Paul Andreovski, Petr Bozdech, Radek Bruna, Dvoreik Pavel, Gang Wu, He Ken, Kabat Petr, Jan Loukota i Rudolf Vrba byli nominowaniu do nagrody Taurus Award w kategorii Best Fight.